# 伊朗共产主义者联盟
伊朗共产主义者联盟（波斯語：اتحادیه کمونیستهای ایران），又称伊朗共产主义者联盟（萨尔贝达兰），简称伊共盟，是伊朗毛派组织。该党成立于1976年，由共产主义革命者组织（马列）和“动态团体”合并而成。虽然它经历了几次意识形态危机，战略战术发生了重大变化，但始终坚持毛派路线，一直认为伊朗不是资本主义社会，而是半封建半殖民地社会。2001年改组为伊朗共产党（马列毛）。

## 历史
伊共盟于1976年建立，由“共产主义革命者组织（马列）”和“动态团体”（“巴勒斯坦团体”的残余）合并而成。“萨尔贝达兰”（Sarbedaran）这一口号于1981年末在伊朗北部阿莫勒市附近的森林开始使用，用于发动反对伊斯兰政权的武装起义。 伊共盟是一个小团体，主要活动于国外的学生运动。理论上，由于毛派立场，伊共盟在中苏分裂中支持中国，反对支持苏联的伊朗人民党所持的那些思潮。1979年伊朗革命后在伊朗境内扩大活动，其他一些组织如“工人阶级解放道路斗争团体”和“红色战役”，也加入其中。
伊共盟参加一些工人斗争，例如“阿巴丹项目联合体”和“吉兰工人委员会联盟”，并在库尔德斯坦参加对伊斯兰政权的战争（在库尔德斯坦建立名为“库尔德斯坦劳动者游击队组织”）。伊共盟未参与土库曼、萨赫拉的农民斗争和胡齐斯坦省的阿拉伯抗议。另外，它建立“战斗妇女协会”和“大学和学校学生革命群众组织”等掩护机构。
1982年，伊共盟发动阿莫勒起义，不久被镇压。阿莫勒起义失败后，伊共盟经历一段艰难时期，领导层和干部的大多数被捕或遇害。它也经历各种理论危机和政治危机。1983年春，伊共盟第四届会议召开，联盟重组。但是又一次，大多数领导和干部都被逮捕或枪杀。
1984年，伊共盟与来自世界各地的毛派组织一起组成毛派国际组织革命国际主义运动。1985年，伊共盟再次试图组织针对伊朗伊斯兰政权的武装斗争，但又一次以失败告终。此后，伊共盟主要活动于库尔德斯坦，并反对他们称为“改良主义”和“解体主义”的思潮，如伊朗共产党。1980年代后期，伊共盟放弃一些旧的口号和战略，如“农村人民战争和城市起义”、“革命之路”等。而以新的战略取而代之，他们的口号变成“持久人民战争：农村包围城市”。他们还确立“马克思列宁毛主义”立场。
2001年4月，伊共盟举行“伊朗共产党（马列毛）成立大会”，经过辩论，在2001年5月1日成立了伊朗共产党（马列毛）。伊朗共产党（马列毛）被视为伊朗共产主义者联盟（萨尔贝达兰）的延续者。